# Komunistyczna Partia Albanii
Komunistyczna Partia Albanii (alb. Partia Komuniste Shqiptare) – albańska partia polityczna, utworzona 8 listopada 1941 w Tiranie, podczas okupacji włoskiej z trzech działających w kraju grup marksistowskich – korczańskiej, szkoderskiej i tzw. grupy młodych. Główną rolę odgrywała grupa korczańska, najliczniejsza i działająca najdłużej. Dzieło zjednoczenia skłóconych dotąd albańskich grup komunistycznych przeprowadzili wysłani do Albanii delegaci Komunistycznej Partii Jugosławii pracujący dotąd w Kosowie: Miladin Popović i Dušan Mugoša. W zebraniu założycielskim wzięło udział 14 osób, reprezentujących trzy największe grupy komunistyczne oraz dwóch delegatów jugosłowiańskich. Po sześciu dniach obrad udało się doprowadzić do utworzenia jednolitej siły politycznej. Dom w starej, północnej części dzisiejszej Tirany, w którym założono partię został w okresie powojennym zamieniony na muzeum (jako Shtepia e Partise – Dom Partii). Obecnie dom ten, wykupiony przez prywatną osobę, już nie istnieje.
Na konferencji założycielskiej określono główne cele działalności partii - walkę o niepodległość ludu albańskiego i o utworzenie ludowego rządu demokratycznego, a także wyzwolenie Albanii spod jarzma faszystowskiego. Pierwszym sekretarzem partii został 33-letni nauczyciel Enver Hoxha, wcześniej handlujący papierosami w tirańskiej trafice. Formalnie sprawami partii kierował 12-osobowy Tymczasowy Komitet Centralny, w składzie którego znaleźli się m.in. Bedri Spahiu i Koçi Xoxe, który pozostawał pod ścisłą kontrolą wysłanników KPJ. W tym czasie liczba członków partii nie przekraczała dwustu. Pierwszą frakcją, która oddzieliła się od KPA była młodzieżowa grupa Zjarri (Ogień), kierowana przez Andreę Zisiego. Zdecydowana większość osób przyłączających się do partii stanowiła młodzież z południa kraju. W 1944 ponad 60 proc. członków KPA pochodziło z ubogich rodzin chłopskich, z południowej części kraju. Pod koniec 1944 liczba członków KPA wzrosła do 5267. Wśród nich robotnicy stanowili zaledwie 15%.
Partia odegrała rolę głównego organizatora ruchu oporu, który występował przeciwko okupantom włoskim i niemieckim. W 1942 komitet centralny partii rozpoczął tworzenie rad narodowowyzwoleńczych na terytorium kraju i wezwał do walki z faszyzmem, niezależnie od wyznawanej religii, pochodzenia i przynależności partyjnej. W marcu 1943 na konferencji w Labinocie wybrano nowy komitet centralny partii, a funkcję sekretarza generalnego objął Enver Hodża. KPA kierowała armią narodowowyzwoleńczą utworzoną w 1942. W 1945, działając w ramach Frontu Narodowego KPA wygrała wybory i przejęła pełną kontrolę nad państwem albańskim, eliminując środowiska opozycyjne. W 1948, już po zerwaniu z Jugosławią zmieniono nazwę partii na Albańską Partię Pracy. Zmianę tę uzasadniano składem społecznym partii, w której niewielką część stanowili robotnicy.